# حياة صبري
حياة صبري (القرن 19 - 1958) هي مغنية وممثلة مصرية.

## حياتها ونشأتها
ولدت عائشة عبد العال بالإسكندرية ، ولقبت «أم جميل» واختار إسمها الفني «حياة صبري» الملحن سيد درويش، وتركت أهلها وهي في الرابعة عشر من عمرها، عملت مع فرقة عكاشة المسرحية، ثم انتقلت لفرقة طلعت حرب فى تياترو الجنينة، وغنت في أوبريت هدى وعبد الرحمن الناصر، وفي سنة 1918 تغيرت حياتها بالكامل، عندما التقت بالمحلن سيد درويش في إحدى صالات شارع عماد الدين بالقاهرة.
لم تكن مجرد تلميذة لسيد درويش بل تزوجت منه بعقد زواج عرفي سنة 1919 حتي وفاته.
تزوجت بعد ذلك من عمدة إحدى القرى ويدعي جميل إبراهيم وأنجبت منه الطيار محمد جميل الذى استشهد سنة 1954، فزهدت الدنيا بعد وفاته وعاشت حياتها بين قبر ابنها بمدافن الإمام الشافعي وشقتها بشبرا وعرفت هناك باسم أم جميل، حتي توفيت بشقتها سنة 1962.

## مسيرتها
تتلمذت حياة علي يد سيد درويش، بل ذكرت في أكثر من حديث بأنها كانت ملهمته، وقد لحن لها أوبريت شهر زاد وأوبريت الباروكة، وقدمها بفرقتها «سيد درويش»، وكان يؤدى بنفسه دور الفتى الأول أمامها، وكانت هي الممثلة الأولى، التي اضطر إلى حلها بعدها بسبب الإقبال ضعيفا علي عروس الفرقة، لعدم المعرفة الكافية بشئون إدارة الفرق والدعاية لها، وبسبب تواجد مسرحه في منطقة يكثر فيها تواجد العساكر الإنجليز الذين كانوا يعتدون على الناس ويسرقون نقودهم، فاضطر إلى حلها وعاد إلى العمل مع الفرق الأخرى.
تعاون عبد اللطيف جمجوم مع حياة في عام 1932 على تكوين فرقة مسرحية عملت بكازينو ليلاس بمنطقة روض الفرج وقدمت مسرحيات قليلة منها مسرحية «أنا وأنت» من تأليف نجيب الريحاني وبديع خيري ولكن هذه الفرقة لم تستمر طويلاً

### مسيرتها مع سيد درويش
أرادت شركة أسطوانات أوديون أن يسجل سيد درويش مع منيرة المهدية أو فتحية أحمد أو نعيمة المصرية أحد المقطوعات الشعرية، لأنهن الأشهر، إلا أن درويش خاض مع الشركة معركة طويلة لكي تغني حياة صبري هذا اللحن معه، وقد سجلت حياة صبري الكثير من ألحان الشيخ سيد درويش وقامت أيضا بديو معه على اسطوانات أوديون وبيضافون وميشيان.
وكانت حياة من أكثر المغنيات شعورا بوفاة سيد درويش في 1923، حيث كان يعد أكبر داعم لها، فقل حضورها بعد وفاته رغم نجاحها في تكوين فرقة حملت اسمها وزارت بها الشام والعراق وسوريا، واشتغلت على مسرح البوسفور وكازينو روض الفرج، وكانت تمثل وتغني أوبريتات درويش فقط حتى الأربعينات من القرن العشرين، ولكن لم تحقق نجاحا يذكر.

## اعتزالها
فشلت فرقتها بعد وفاة سيد درويش في تحقيق أي نجاح، فاعتزلت الغناء وتزوجت من جميل إبراهيم عمدة إحدى القرى، وأنجبت منه ابنها الطيار محمد جميل إبراهيم الذى توفي سنة 1954 أثر سقوط طائرته، عاشت حياتها بعد وفاته بين قبره بمدافن الإمام الشافعي وشقتها بشبرا، حتي أطلق عليها «أم جميل»، وتناساها الناس بعد اعتزالها ولم يعد يسأل عنها أحد باستثناء الممثلة نجمة إبراهيم والكاتب كامل الشناوى وعبد العزيز خليل، والذين تولوا رعايتها مادياً ومعنويا، خاصة الفنان عبد العزيز خليل، لقد كان الصديق المقرب لسيد درويش، وقد شهد علي زواج درويش وحياة بعقد عرفي سنة 1919.

## أعمالها
قدمت حياة أكثر من ديو غنائي مع سيد درويش، وفيلم واحد فقط ومن أعمالها الفنية والغنائية؛

### تمثيل
- فيلم أنا بنت ناس وقد قامت بدور المعلمة، والفيلم من إخراج حسن الإمام سنة 1951، وشارك البطولة فاتن حمامة وزهرة العلا ومحسن سرحان ومحمود شكوكو وعبد العزيز خليل.

### غناء
سجلت حياة العديد من الأغنيات مع ديو غنائي مع سيد درويش علي أسطوانات أوديون وبيضافون وميشيان، ومنها؛
- آن الأوان .
- على قد الليل ما يطول.
- يا مرحبا بك، وذلك في أوبريت العشرة الطيبة الذي قدم سنة 1920.
- مين زيي مين أسعد مني.
- والله تستاهل يا قلبي.
- عالنسوان يا سلام سلم.
- آدي ست الكل، وذلك في أوبريت راحت عليك.
- يا ورد علا فل و ياسمين.
- بياعات اللبن.
- يا مرحبا بك.
- أم إسماعيل.
- يقطع فلان علا علان.
- دا بأف مين اللى يأللس علا بنت مصر.
- عين الحسود.